# Apache Roller
Az Apache Roller egy Java-alapú nyílt forráskódú teljes értékű, multi-blog, multi-user, és group-blog szerver, amely megfelel mind a kisebb, mind a nagyobb blog szájtok igényeinek egyaránt.
A Rollert eredetileg Dave Johnson írta 2002-ben egy a nyílt forráskódú fejlesztési eszközökkel kapcsolatban írt újság cikke kapcsán, de hamar népszerűvé vált az FreeRoller.net-en (ma JRoller.com). Később a Sun Microsystems-nél kiválasztották, hogy kezelje az alkalmazottak blogjait, továbbá az IBM developerWorks blogok kezeléséhez is felhasználták.
2007. április 23-án a Roller projekt kikerült az inkubátorból, és az Apache Software Foundation hivatalos projektjévé vált a 3.1-es az első hivatalos kiadással.